# فرانك وليامز (لاعب كرة قدم بريطاني)
فرانك وليامز (بالإنجليزية: Frank Williams)‏ (1908 - ) هو لاعب كرة قدم بريطاني في مركز الدفاع. لعب مع مانشستر يونايتد ونادي ألترينتشام.

## وصلات خارجية
- فرانك وليامز على موقع عالم كرة القدم.نت (الإنجليزية)